# Амалия фон Липе-Браке
Амалия фон Липе-Браке (на немски: Amalia zur Lippe-Brake; * 20 септември 1629 в дворец Браке в Лемго; † 9 август 1676 в замък Хорн в Хорн, Липе) е графиня от Липе-Браке и чрез женитба графиня на Липе-Детмолд.
Тя е най-голямата дъщеря на граф Ото фон Липе-Браке (1589 – 1657) и съпругата му графиня Маргарета фон Насау-Диленбург (1606 – 1661), дъщеря на граф Георг фон Насау-Диленбург (1562 – 1623) и втората му съпруга графиня Амалия фон Сайн-Витгенщайн (1585 – 1633).
Амалия фон Липе-Браке умира на 19 август 1676 г. на 46 години в замък Хорн.

## Фамилия
Амалия фон Липе-Браке се омъжва на 27 февруари 1666 г. в Детмолд за граф Херман Адолф фон Липе-Детмолд (* 31 януари 1616; * 10 октомври 1666), вдовец на графиня фон Ернестина фон Изенбург-Бюдинген (1614 – 1665), син на граф Симон VII фон Липе (1587 – 1627) и графиня Анна Катарина фон Насау-Висбаден (1590 – 1622). Тя е втората му съпруга. Те нямат деца.